# Sciapus longimanus
Sciapus longimanus är en tvåvingeart som beskrevs av Becker 1907. Sciapus longimanus ingår i släktet Sciapus och familjen styltflugor. Inga underarter finns listade i Catalogue of Life.